# June Bah
Alhaji June Bah, auch Jun Bah, Njune Bah oder Jung Bah, ist Seyfo (auch die engl. Bezeichnung Chief ist geläufig) für den gambischen Distrikt Sandu.

## Leben und Wirken
Bah wurde zum ersten Mal 1997 als Seyfo für den gambischen Distrikt Sandu in der Upper River Region ernannt. Er wurde später im Juni 2000 aus dem Amt entfernt. Im März 2003 wurde er dann erneut zum Seyfo des Distrikts Sandu ernannt, nachdem Mansa Drammeh im Februar abgesetzt worden war.
Im Februar 2008 wurde er, nach den Regionalwahlen in Gambia Ende Januar als nominiertes Regionalratsmitglied in den Basse Area Council mit aufgenommen. Neben ihm wurden auch Omar Sompo Ceesay und Aja Kumba Korra nominiert.
Im Juni 2014 wurde Bah erneut aus dem Amt entfernt. Basiru Lori Bah wurde im November 2014 sein Nachfolger. Im Juni 2019 wurde Bah wieder in dem Amt eingesetzt.

## Ehrungen und Auszeichnungen
- 2010 – Member of the Order of the Republic of The Gambia (MRG)[7]